# Phytoseius huqiuensis
Phytoseius huqiuensis är en spindeldjursart som beskrevs av Wu 1980. Phytoseius huqiuensis ingår i släktet Phytoseius och familjen Phytoseiidae. Inga underarter finns listade i Catalogue of Life.